# 菊池常三郎
菊池 常三郎（きくち じょうさぶろう、1855年9月25日（安政2年8月15日） - 1921年（大正10年）5月4日）は、明治期から大正期の医師、医学博士、日本陸軍軍医総監。肥前国出身。

## 経歴
1855年9月25日（（旧暦）安政2年8月15日）、肥前小城藩で代々藩医を務める家に生まれた（生年月日について安政2年7月15日とする書籍があるが、医学博士録記載の8月15日生まれを本稿では用いた）。幼児に父母を失い、後に陸軍第4師団軍医部長を務め軍医監から退官し、大阪に回生病院を設立した兄菊池篤忠（1845年－1924年）の下で養育された。
1871年（明治4年）大阪にて英語数学、翌年京都でドイツ語を学び、長じて大学東校に入学し1881年（明治14年）に陸軍省第1回委託生として東京大学医学部を卒業した。東大同期には同じ軍医となる小池正直・森林太郎・賀古鶴所がいる 。同年6月陸軍軍医副に補せられ、後に一等軍医（大尉相当）となり熊本鎮台病院に医官として勤務すると共に熊本県医学校にて外科学を担当した。1886年（明治19年）11月30日、軍の承諾を得て私費にてドイツに留学し、ストラスブルク大学で外科学を、翌年10月テュービンゲン大学に転じ、1888年（明治21年）3月ベルリンで開催されたドイツ外科学会に参加後同年10月オーストリアウィーン大学にて外科学と産婦人科学を専攻し、翌年4月再びテュービンゲン大学1890年（明治23年）1月ベルリン大学で学び、パリ大学から同年5月21日日本に帰国した。その間、1889年（明治22年）テュービンゲン大学に留学中官費留学生の扱いとなった。
帰国後陸軍軍医学校外科学教員に補され、二等軍医正（中佐相当）に昇任し陸軍衛生会議議員となり東京衛戍病院長を兼務した。1892年（明治25年）6月23日論文（『藁灰繃帯論』『村田銃創論』審査）により医学博士学位（登録番号31）が授けられた。1896年（明治29年）12月16日、日清戦争（明治二十七八年役）における陸軍医務局の公式記録「明治二十七八年役陸軍衛生事蹟」編纂に関わる委員13人の内の一人に任命され、1898年（明治31年）10月1日第4師団軍医部長、1904年（明治37年）日露戦争下の大本営付き、1905年（明治38年）12月20日付けで第1師団司令部付き軍医部長となる。1906年（明治39年）7月11日休職し翌年3月2日軍医総監に昇任されると共に予備役へ編入された。
休職後は兄が院長を務める大阪回生病院外科部長となり、1907年（明治40年）7月15日には西宮回生病院を創設し初代院長に就任した。また、大韓病院院長となり1909年（明治42年）12月22日に刺客に刺されて重症を負った大韓帝国内閣総理大臣李完用に手術を行い一命を救い、その功により韓国勲一等太極章を授与された。その後も民間医療に従事し、1921年（大正10年）5月4日死去した。

## 栄典
位階
- 1891年（明治24年）12月28日 - 従六位[9]
- 1893年（明治26年）12月16日 - 正六位[10]
- 1895年（明治28年）11月15日 - 従五位[11]
- 1898年（明治31年）10月31日 - 正五位[12]
- 1907年（明治40年）4月20日 – 従四位[13]

勲章等
- 1895年（明治28年）
  - 5月23日 - 勲六等瑞宝章[14]
  - 9月20日 - 単光旭日章・功四級金鵄勲章[15]
  - 11月18日 - 明治二十七八年従軍記章[16]
- 1899年（明治32年）5月9日 - 勲五等瑞宝章[17]
- 1900年（明治33年）11月30日 - 勲四等瑞宝章[18]
- 1906年（明治39年）4月1日 - 功三級金鵄勲章・勲二等旭日重光章・明治三十七八年従軍記章[19]

外国勲章佩用允許
- 1910年（明治43年）8月28日 - 大韓帝国：勲一等太極章[20]

## 著書
- 「簡明病理通論」（菊池常三郎著 譲健館 1885年）
- 「中外医事新報 (271)」 P41「村田銃ニ於ケル軍陣外科學上ノ價値如何(續) 菊池常三郎」の項（日本医史学会 1891年7月）
- 「藁灰繃帯論」（菊池常三郎著 菊池常三郎 1892年）
- 「銃創論」（菊池常三郎著 島村利助 1892年）
- 「袖珍外科手術書」（菊池常三郎著 島村利助等 1895年）
- 「実用外科各論 全4巻」（菊池常三郎編 回生堂 1897年）